# Erwin Hubert
Erwin Hubert   (Viena, 16 de juliol de 1883 - Palma, 18 de setembre de 1963) fou un pintor i aquarel·lista de l'Imperi Austrohongarès, establert a Mallorca.

## Primers anys
Va cursar estudis de comerç i el 1902 entra a treballar a l'editorial d'Edward Hölzel, encarregada de publicar obres de l'Arxiduc Lluís Salvador on destaca per l'habilitat per desxifrar la lletra dels seus manuscrits. Més endavant és contractat pel mateix Arxiduc i des de 1903 va formar part del seu seguici com a corrector i secretari; però aviat va destacar com a pintor i dibuixant, fins a arribar a il·lustrar molts dels treballs de l'Arxiduc. Amb ell viatja arreu de la Mediterrània a bord del seu vaixell (el Nixe II), i arriba a Mallorca per primera vegada el 1904.
El 1910 torna a Viena per treballar al Banc Nacional Austrohongarès (Oesterreichische Nationalbank), feina teòricament més estable, però continua pintant i col·laborant amb l'Arxiduc a distància. De fet, la última obra (pòstuma) de l'Arxiduc, Torres i talaies de Mallorca (Auslug und Wachttürme Mallorca, 1916) duia pròleg de Hubert i fou il·lustrada amb les seves aquarel·les. El 1915 es va casar amb Adele Panoch i continua vivint a Viena, però poc després d'acabar la Primera Guerra Mundial decideix dedicar-se completament a la pintura i es trasllada a Mallorca, la qual coneixia gràcies a les estades amb l'Arxiduc.

## Arribada a Mallorca
El 1920 Hubert s'instal·la a Miramar, encara que aviat es traslladaria a Palma mentre la família tornava a Viena. Va debutar públicament a Palma aquell any, a l'Exposició Regional d'Art, de caràcter col·lectiu i organitzada per l'Ajuntament. A principis de 1921, també a Palma, inaugurava la primera exposició monogràfica al Saló Àrab de la societat La Veda, amb èxit de crítica i públic. En aquestes exposicions mostrava la preferència i habilitat amb l'aquarel·la en detriment de l'oli i la seva preferència pel paisatgisme, escenes folklòriques i populars (cales, pagesos, tradicions, mercats ambulants, balls, etc.) i el retrat.
Posteriorment el 1923 fa exposicions a Barcelona (Galeries Laietanes) i Madrid (Ateneo de Madrid), que el van consolidar definitivament. Des de llavors exposa freqüentment arreu de Mallorca, viatja per tot l'Estat i també a l'estranger, a llocs com Brasil, Egipte i Marroc. També participa en l'Exposició de Pintura de Mallorca, amb el concurs de diversos pintors mallorquins, celebrada al Pavelló Nacional de Buenos Aires (1928).
També assolí gran prestigi com a retratista; sobretot de nobles, financers o intel·lectuals, sense descuidar personatges anònims de caràcter popular. A Madrid va ser conegut com el pintor de la Cort, atesa la quantitat de retrats que allà va pintar (més de 300). En total se li calculen uns 2.000 retrats.

## Il·lustrador del turisme

Erwin Hubert, ca. 1950

Des de 1929 col·labora amb el Foment del Turisme de Mallorca, el qual publica Guia de Mallorca, llibre amb cobertes il·lustrades per ell. El 1930 l'entitat distribueix milers de cartells reproduint una sèrie d'aquarel·les de Hubert i la llegenda Visit Mallorca en diversos idiomes, distribuïts arreu d'Espanya i l'estranger. Aquesta va ser la primera publicitat massiva del naixent turisme mallorquí, junt amb altres materials (fulletons, sèries de postals, etc.) basats en les seves aquarel·les, que el van convertir en el principal il·lustrador dels atractius que llavors Mallorca oferia i representava.
Des de llavors la seva presència com a il·lustrador fou constant a llibres com Mallorca. Guia gráfica de Josep Costa Ferrer, Picarol (1930); Viaje a Mallorca de José María Salaverría (1933); La isla maravillosa (1945) i Cuevas dels Hams (1946), de Josep Vidal Isern, i molts d'altres. El seu estil era idoni per al llenguatge publicitari, ja que il·lustrava les virtuts de l'illa. No exempt de crítica, ja que se li atribuïa certa idealització als paisatges i abusar d'arquetips en personatges i escenes populars. Però sempre era agradable a la vista i tècnicament impecable, amb un estil únic i personal.

## Mort
Va morir el 18 de setembre de 1963 a Palma a causa d'un accident de trànsit, quan a la Rambla de Palma anava a pujar al tramvia i fou atropellat per una motocicleta. Va sobreviure, però va morir a l'Hospital General hores després, a causa de les ferides sofertes. Fou enterrat al Cementeri de Palma. L'Ajuntament de Palma li va concedir un carrer al barri del Molinar i en anys següents van tenir lloc diverses exposicions monogràfiques al Cercle de Belles Arts (1965), al Palau de Marivent (1968) i a la Fundació Barceló (1994).

## Reconeixements
- Medalla de plata de la societat Albrecht Dürer-Bund de Viena (1918)
- Medalla d'or de la Societat d'Artistes Nacionals de Rio de Janeiro (1952)
- Soci d'honor del Cercle de Belles Arts de Palma
- Diploma honorífic de l'Ajuntament de Palma (1974, pòstum)